# 得得屋
得得屋（とくとくや）とは島根県出雲市斐川町神氷にある株式会社イーシーアイが展開している100円ショップ。兵庫県、島根県、鳥取県、広島県、山口県、長崎県などの国内や、海外にはシンガポール、ベトナム、ミャンマー、タイ王国、カンボジアにも店舗を展開している。東京都にも店舗を展開していた。

## 店舗[2]
| 店舗名             | 住所                       | 営業時間     |
| ------------------ | -------------------------- | ------------ |
| イオン姫路店       | 兵庫県姫路市増位本町       | 9:00～19:45  |
| サンリブ五日市店   | 広島県広島市佐伯区八幡     | 10:00～21:00 |
| 呉ステーション店   | 広島県呉市宝町             | 9:00～20:00  |
| ビッグ宮内店       | 広島県廿日市市宮内北山     | 9:00～20:45  |
| ビッグ戸坂店       | 広島県広島市東区戸坂山崎町 | 9:00～20:45  |
| 庄原ジョイフル店   | 広島県庄原市西本町         | 9:30～18:45  |
| イオン大田店       | 島根県大田市長久町土江     | 9:00～20:00  |
| ゆめタウン江津店   | 島根県江津市嘉久志町       | 9:00～20:00  |
| イオン菅田店       | 島根県松江市学園           | 0:00～24:00  |
| マルシェ浅利市場店 | 島根県江津市後地町         | 9:30～19:00  |
| マルワ倉吉店       | 鳥取県倉吉市大正町         | 9:00～20:00  |
| マルワ米子後藤店   | 鳥取県米子市米原           | 9:00～20:00  |
| ビッグ大内店       | 山口県山口市大内長野       | 10:00～20:00 |
| 対馬店             | 長崎県対馬市厳原町今屋敷   | 9:00～20:00  |

## 過去に存在した店舗
| 店舗名         | 住所                     | 営業時間     |
| -------------- | ------------------------ | ------------ |
| 西永福店       | 東京都杉並区永福         | 10:00～20:00 |
| キャスパル店   | 島根県松江市黒田町       | 10:00～20:00 |
| HOK揖屋店      | 島根県松江市東出雲町揖屋 | 9:00～22:00  |
| CCプラザ店     | 広島県三次市十日市中     | 9:00～19:30  |
| サンリブ下松店 | 山口県下松市南花岡       | 9:30～21:00  |